# FreeCol
FreeCol是一款4X遊戲，是1994年發行席德·梅爾的殖民的複製版。經GNU通用公共許可證發佈，是為自由軟體。
FreeCol極大部分是由Java寫成的，所以可以跨平臺執行遊戲。FreeCol可以在Linux和Windows上執行（Mac OS X也可以，但是會有些限制）。在2007年2月它曾經是SourceForge.net當月的專案。
Freecol有兩組規則供玩家選擇：「經典」（Classic）和「Freecol」。「經典」規則在遊戲機制和遊戲內容按照1994年原作的玩法，而「Freecol」則加入了受原遊戲發行版中刪去內容啟發的玩法和全新的遊戲內容，例如4個新歐洲國家和國家優點。

## 遊戲
FreeCol遊戲從1492年開始。玩家必須在新大陸與一些開拓者建立殖民地與其他來自歐洲的對手競爭。玩家剛開始會接受來自歐洲祖國的援助，直到殖民地可以自立為止，屆時殖民地可以宣告獨立，並且打敗來自祖國的皇家遠征軍隊後即可獲得勝利。
歐洲祖國從援助，到限制，到成為最後獨立的敵人，是FreeCol遊戲的特色。FreeCol遊戲獲勝不在於要佔領所有的地區或打敗土著與其他殖民者，而是要能夠建立起足以對抗皇家軍的軍力，和背後的生產力與財富，來宣告獨立。
玩家可以用從城市採集而來或者土著饋贈的自然資源和歐洲進行貿易。在城市中建立工業將原料加工在貿易中可以獲益更多，或者可以維持城市的運作，例如樹林可以加工成木材而礦石可以加工成工具。
城市與城市之間也可以透過運輸線，來擴大生產、加工、貿易的規模。

### 地形
此游戏引擎的地图基于正方形格，而不是基于六角砖（像Triple A那样）。一个聚居地的正方形格可以覆盖九个类似正方形格。此游戏具有各种地形，生产不同的原料。

### 任務分配
玩家可以將人物抓取到城市中的資源地圖上去採集資源。具有專業的人物在採集特定的資源時速度會較快。雖然派遣更多的人力可使城市成長，但是更多的人力也會需要更多的糧食。將人物派遣至工廠中可以將原料加工成貨物；人力愈多加工速度也就愈快。但是必須要有原料的供應；當原料不足時，工人會不事生產而只是空耗糧食。
在人物上裝備工具可以進行工事，而裝備槍枝或馬匹會變成士兵（工具和槍枝或馬匹可以自行生產或是向歐洲購買）。裝備工具的工人可以在野外（城市之外）開墾農田（增加糧食產量）或者建造道路（增加單位移動效率）。

### 運輸貨物
馬篷車或是船隻可以運送貨物。馬篷車被用來在陸路上運輸，可以有效的在城市間運送原料，或者將貨物運送到港口城市，或者與印地安部落、其他玩家的城市貿易。而船隻可以經由海路將貨物販賣至歐洲，或者從那裡購買原料。移民也必須由船隻從歐洲載運到新大陸。

### 土著關係
玩家可以選擇不同的方針，和土著採和平貿易、相互餽贈、學習的方針（可以選擇是否伴隨和平傳教的文化攻勢），或嘗試以武力征服，這些策略可以在遊戲的不同時期交互為用。選擇不同的文明和開國元老，也有助於不同方針的實行。

### 開國元老
遊戲設計者從歷史人物中選出有代表性的數十位人物，在遊戲中隨著自由意識的提升，將陸續響應玩家的號召加入陣營，成為有特殊助益的開國元老。

## 外部連結
- 官方网站（英文）
- The Linux Game Tome: FreeCol（英文）
- FreeCol on translatewiki.net（英文）
- FreeCol on the Civilization Wikia（英文）
- 位于Open Hub的FreeCol（英文）
- FreeCol on HappyPenguin-The Linux Game Tome（英文）